# Odontolakis sexpunctata
Odontolakis sexpunctata är en insektsart som först beskrevs av Jean Guillaume Audinet Serville 1838.  Odontolakis sexpunctata ingår i släktet Odontolakis och familjen vårtbitare. Inga underarter finns listade i Catalogue of Life.